# Caleufú
Caleufú es una localidad ubicada al sur del departamento Rancul, en la provincia de La Pampa, Argentina. Su zona rural se extiende también sobre el departamento Trenel. Fue fundada el 29 de octubre de 1911.

## Toponimia
El nombre proviene del mapuche y significa "otra corriente" (ca=otra, leuvu o leufú=corriente/río).

## Población
Contó con 2014 habitantes (Indec, 2010), lo que representó un descenso del 4,8% frente a los 2116 habitantes (Indec, 2001) del censo anterior. 
El censo nacional 2022 arrojó 2322 habitantes y 1137 viviendas.
| Gráfica de evolución demográfica de Caleufú entre 1991 y 2022 |
|                                                               |
| Fuente: Censos nacionales del INDEC                           |